# اوکی‌یو
اوکی‌یو (به ژاپنی: 浮世 Ukiyo) واژه اوکی‌یو به معنای جهان فانی و گذران است و سبک زندگی شهری، به ویژه جنبه‌های لذت‌جویی، دوره ادو در ژاپن (۱۶۰۰–۱۸۶۷) را توصیف می‌کند. از دید دین بودایی تمام لذّت‌های این دنیا را که همیشگی نیستند و از بین می‌روند در برمیگیرد. دوره ادو به خصوص از اواسط تا اواخر آن با شکوفایی اقتصادی ژاپن همراه بود؛ بنابراین طبقات ثروتمند جدیدی سوای طبقه اشراف یا جنگجویان ظاهر شدند که به شدّت خواهان لذایذ دنیوی بودند.
بی‌توجهی به آداب و رسوم فئودالی و دینی در اواسط و اواخر دوران شوگون‌سالاری توکوگاوا در میان طبقات پایین مردم به شدت رواج داشت. در دوره ادو زندگی شهری، به ویژه در شهرهای ادو و اوساکا عنصر جدیدی برای فرهنگ ژاپن فراهم آورد - عنصری از جاروجنجال و غوغا و رنگ که هیچ شباهتی با دنیای پر از قیود اشراف سنتی نداشت و از بخشی از مردم برخاسته بود که می‌توان با صفت تازه به دوران رسیده آنان را توصیف کرد. این بخش بیشتر بازرگانان و خانواده‌های ایشان را شامل می‌شد.
آنان برای برآوردن هوس‌های خود فرهنگی را پدیدآوردند که اوکی‌یو یعنی دنیای مواج نامیده شد و شامل لذت‌های زودگذر، تماشاخانه‌ها، رستوران‌ها، محل‌های کشتی‌گیری، عشرتکده‌ها با انبوه بازیگران، رقاصان، آوازه‌خانان، قصه‌سرایان، بذله‌گویان، روسپیان، دختران گرمابه بود که کسانی که توان مالی داشتند مانند تاجران و سامورایی‌ها و اربابان آنان در این جهان پرسه می‌زدند. در این زمان بیشتر ادبیات و هنر با این جهان مربوط بود.
در این دوره عملاً جامعه در پی دو چیز بود؛ شهوت و پول. نوعی کتاب‌های داستانی جدید رایج شد با نام اوکی‌یو-زوشی که می‌تواند به معنای «داستانهای جهان فانی» باشد. موضوع غالب این داستان‌ها خوشگذرانی، عیّاشی و خودکشی‌های عاشقانه است. این نوع داستان‌ها به شدّت در اجتماع به خصوص در شهر اوساکا طرفدار پیدا کرد و به تیراژ بالا چاپ شد. درهمه این داستان‌ها یک نتیجه گرفته می‌شد که جهان دمی است و باید آن را به خوشگذرانی و لذّت بردن از لذایذ گذراند که این آمیزه‌ها در تضّاد کامل با آنچه تا کنون هدف ادبیات و هنر بود قرار داشت.
در زمینه نقّاشی هم هنرمندان ژاپنی با سبک‌های غربی نقّاشی آشنا شدند و این آشنایی سبب ایجاد روش‌هایی جدید در تصویرگری شد. از آنجا که روش‌های جدید در تضاد با روش‌های قبلی بود به این روش‌ها هم همان نام اوکی‌یوئه دادند که به معنی «تصویرهای جهان فانی» است.